# مشطية
المشطية أو الأسقلوبية (الاسم العلمي: Pectinidae)، فصيلة حيوانات بحرية من الرخويات ورتبة المشطاوات.
الأسقلوبية هو رخوي بحري ذو صدفتين، يعيش  في جميع محيطات العالم، ينتمي إلى واحدة من أكبر عائلات ذوات الصدفتين الحية، هناك أكثر من 300 نوع حي منه، تكيفه الرئيسي هو القدرة على السباحة عن طريق التصفيق بالصدفتين معًا، وبهذه الطريقة يهرب من معظم مفترسيه.
يمتلك هذا الكائن سمعة طيبة كمصدر للغذاء، مثل ذوات الصدفتين لديه مفصل واحد، كل نصف يعرف باسم صمام، عادة ما يكون الصمام السفلي أبيضاً (حوالي 95٪)، يمكن أن يكون أيضًا برتقالياً (4٪) أو أصفر ليموني (1٪).
يأتي اسمه من اسم فرنسي قديم، والذي يعني "الصدفة"، يمكن أن يصل عرض الصدفة إلى 15 سم (6 بوصات).

## السمات الرئيسية
1. القدرة على السباحة، ومع ذلك، فإن بعض الأنواع تلتصق بالصخور عند بلوغها بواسطة خيوط، تبقى معظم الأنواع على الرمال وتسبح عند لمسها من قبل نجم البحر أو أي حيوان مفترس آخر.

2. القدرة على الإبصار، لا تستطيع عيونهم رؤية الأشكال، لكن يمكنهم اكتشاف الأنماط المتغيرة للضوء والحركة، تكتشف عيون الإسقلوبية المتدنية عند حافة قوقعته الأجسام المتحركة أثناء مرورها بأعين متتالية.
3. الشكل نصف الدائري على الصدفة، الصمامات متشابهة وتتناسب بشكل وثيق مع بعضها البعض لصنع غلاف محكم.
4. في مرحلة ما من حياتها تحتوي جميع الأسقلوبيات على نتوء من الأسنان الصغيرة، تكمن أهميته في أن الأسقلوب فقط يمتلكه، ويمكن رؤيته في الحفريات، وعن طريقه يعلم علماء الحفريات عندما يكون لديهم أسقلوب أحفوري.

## العضلات
يحتوي الإسقلوب على عضلة مقربة مركزية، كما توجد داخل الصدفة ندبة في المنتصف، والتي تدل على مكان تعلق هذه العضلة بالصدفة، العضلة المقربة للإسقلوبيات أكبر وأكثر تطوراً من العضلة المقربة للمحار، هذا لأن الأولى لديها القدرة على السباحة.

## الغذاء والهضم
تتغذى معظم الإسقلوبيات بالترشيح، فهي تأكل العوالق، والتي تحتوي أحيانًا على يرقات إسقلوب، تجلب الشفاطات الماء فوق هيكل ترشيح، ثم يحبس المخاط الطعام، بعد ذلك، تحرك الأهداب الموجودة على الهيكل الطعام إلى الفم، ثم يقوم الإسقلوب بهضم الطعام في المعدة والغدة الهضمية، تمر النفايات عبر الأمعاء وتخرج من فتحة الشرج.

## دورة الحياة
بعض الأسقلوبيات، مثل أسقلوبية خليج الأطلسي، لا تعيش لفترة طويلة، يمكن للآخرين أن يعيشوا 20 عامًا أو أكثر، يمكن للمرء أن يقدر عمرها من الحلقات متحدة المركز على أصدافها.
تعتبر عائلة الإسقلوبية غير عادية بسبب تنوع ترتيبات التكاثر الجنسي، في بعض الأنواع، يكون للأسقلوبية جنس واحد فقط، هم إما ذكور أو إناث، عدد قليل منها يكون ذكرا عندما يكون صغيراِ، ويصبح إنثى عندما يكبر.
البطارخ الأحمر يأتي من الإناث، أما البطارخ الأبيض فيأتي من الذكور، تطلق الإسقلوبية الحيوانات المنوية والبويضات بحرية في الماء خلال موسم التزاوج، تغرق البويضات المخصبة في القاع ثم تنجرف اليرقات في العوالق حتى تذهب إلى القاع مرة أخرى لتنمو.

## سجل الحفريات
هناك العديد من الأنواع الحية والحفريات، ظهرت أنواع منها لأول مرة في العصر الترياسي العلوي أو الأوسط منذ أكثر من 200 مليون سنة، وربما في وقت أبكر يصل إلى 240 مليون سنة، كان لعائلتها عدد كبير من الأنواع في حقبة العصر الوسيط، لكنها اختفت تقريبًا في نهاية العصر الطباشيري، ثم تطورت الأنواع الناجية بسرعة، هناك ما يقرب من 7000 نوع ونوع فرعي من الحفريات والأنواع الحديثة.

## التطور
نشأ تطور ذوات الصدفتين التي تسبح نتيجة لما يسمى "الثورة البحرية في حقبة الحياة الوسطى"، في حقبة العصر الوسيط، طورت الحيوانات المفترسة في قاع البحر أشكالًا جديدة مختلفة تتغذى على المحار الوفير (ذوات الأرجل وذوات الصدفتين)، لا تزال هذه الحيوانات المفترسة وفيرة حتى اليوم، فهي في الغالب نجم البحر وبطنيات الأقدام وسرطان البحر، كل مفترس له طرقه الخاصة، السرطانات تكسر القذائف بالقوة كما تصنع بعض بطنيات الأقدام ثقوبًا في القشرة وتضع مادة تشل أو تبعث على الاسترخاء بينما يعمل آخرون على شقوق صغيرة في حافة القشرة، بمجرد إدخال خرطومها تأكل المحار.
نجم البحر هو أكثر الحيوانات المفترسة شيوعًا، يتم تثبيت قوقعة ذراعي الأرجل وذوات الصدفتين معًا بواسطة عضلات قوية، ما يفعله نجم البحر هو الإمساك بهما على كلا الجانبين بأقدامه الأنبوبية ويطبق سحبًا ثابتًا، يمكن لنجم البحر بعضلاته ونظامه الهيدروليكي أن يسحب لفترة أطول بكثير مما يمكن أن تتحمله أي عضلة ذات صدفتين، على ما يبدو، تكون عشر دقائق عادة كافية لفتح القشرة قليلاً، ثم ينزلق نجم البحر داخل القشرة، يمكن أن تمر المعدة من خلال فتحة ضيقة تصل إلى 0.1 مم، يقوم نجم البحر بعد ذلك بإذابة الرخويات في المكان الذي تعيش فيه، ويمتص العناصر الغذائية، وبالتالي، كانت هناك ميزة تكاثرية كبيرة لأي فريسة لديها أدنى دفاع ضد هذه الحيوانات المفترسة، طور العديد من المحار أصدافًا شديدة الصلابة، بينما حفر بعضها في الرمال، لابد أن الإسقلوبية كان لديها بعض الحركة الأولية والتي تطورت بسرعة، ثم أصبحت شائعة للغاية في العصر الوسيط، هناك بعض الطرق الأخرى التي يستخدمها عدد قليل من المحار.
عندما تتحرك الإسقلوبية على الرمال، تكون في متناول الحيوانات المفترسة التي تقوم بدوريات فوق قاع المحيط مباشرةً، يمكن أيضًا أن تلتقطها الطيور البحرية التي تفتح الصدفتين عن طريق إسقاطها على الصخور، من الواضح أن الميزة الرئيسية تكمن في الابتعاد عن نجم البحر.

## كغذاء

### المصايد الطبيعية وتربية الأحياء المائية
أكبر مصايد الاسقلوبية البرية تقع قبالة شمال شرق الولايات المتحدة وشرق كندا، يأتي معظم الإنتاج العالمي من اليابان والصين، في عام 2005 استحوذت الصين على 80٪ من المحصول العالمي، وفقًا لدراسة أجرتها منظمة الأغذية والزراعة (الفاو).

### الطبخ
الإسقلوبية شائعة في كل من المطبخ الشرقي والغربي، العضلة المقربة بيضاء ولحمية، البطارخ تسمى "المرجان"، لونها أحمر أو برتقالي أو أبيض وهي ناعمة.
في المطبخ الغربي، غالبًا ما يتم تقليبها في الزبدة، في بعض الأحيان تبيع الأسواق الأسقلوبية المحضرة بالفعل في القشرة مع العضلة المقربة فقط، غالبًا ما تُباع خارج الولايات المتحدة كاملة ويأكل الناس العضلة المقربة والبطارخ.
في المطبخ الياباني يمكن تقديمها في حساء أو تحضيرها على هيئة ساشيمي أو سوشي، في بار السوشي، هوتيجاي هو الإسكالوب التقليدي على الأرز، أما في المطبخ الصيني الكانتوني فتسمى الإسقلوبية المجففة كونبوي.

## الرمزية

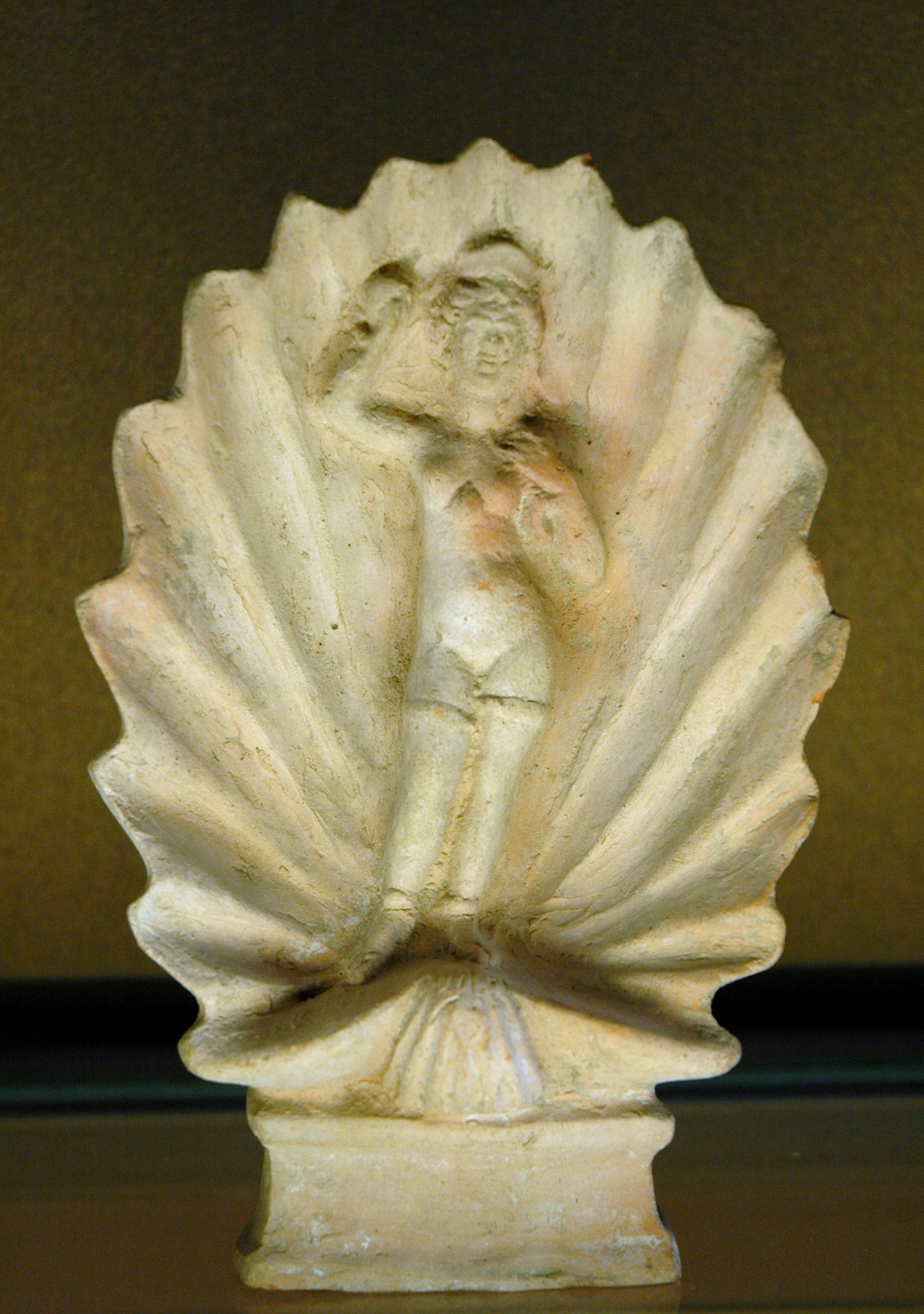
أفروديت أناديوميني

### رمز الخصوبة
عبر العصور القديمة، كانت الأسقلوبية والأصداف المفصلية الأخرى ترمز إلى المبدأ الأنثوي، تضمنت العديد من لوحات فينوس صدفة أسقلوبية في اللوحة للتعرف عليها.

### الإستخدام كتصميم
تضمنت شعارات النبالة رمز صدفة الإسقلوبية كشارة للأشخاص الذين قاموا بالحج إلى كومبوستيلا، يشمل شعار عائلة ونستون تشرشل الأسقلوبية، ومع ذلك فإن الرموز في شعارات النبالة لا تحمل دائمًا نفس المعنى، في بعض الأحيان لم يكن أي من أفراد الأسرة في رحلة حج ولكن لا يزال هناك أسقلوبية على شعار النبالة، ولاية نيويورك الأمريكية لديها أسقلوبية خليج الأطلسي كصدفة رسمية لها منذ عام 1988، قامت شركة شل للبترول بوضع شعار عليه أسقلوبية منذ عام 1904.

## معرض صور

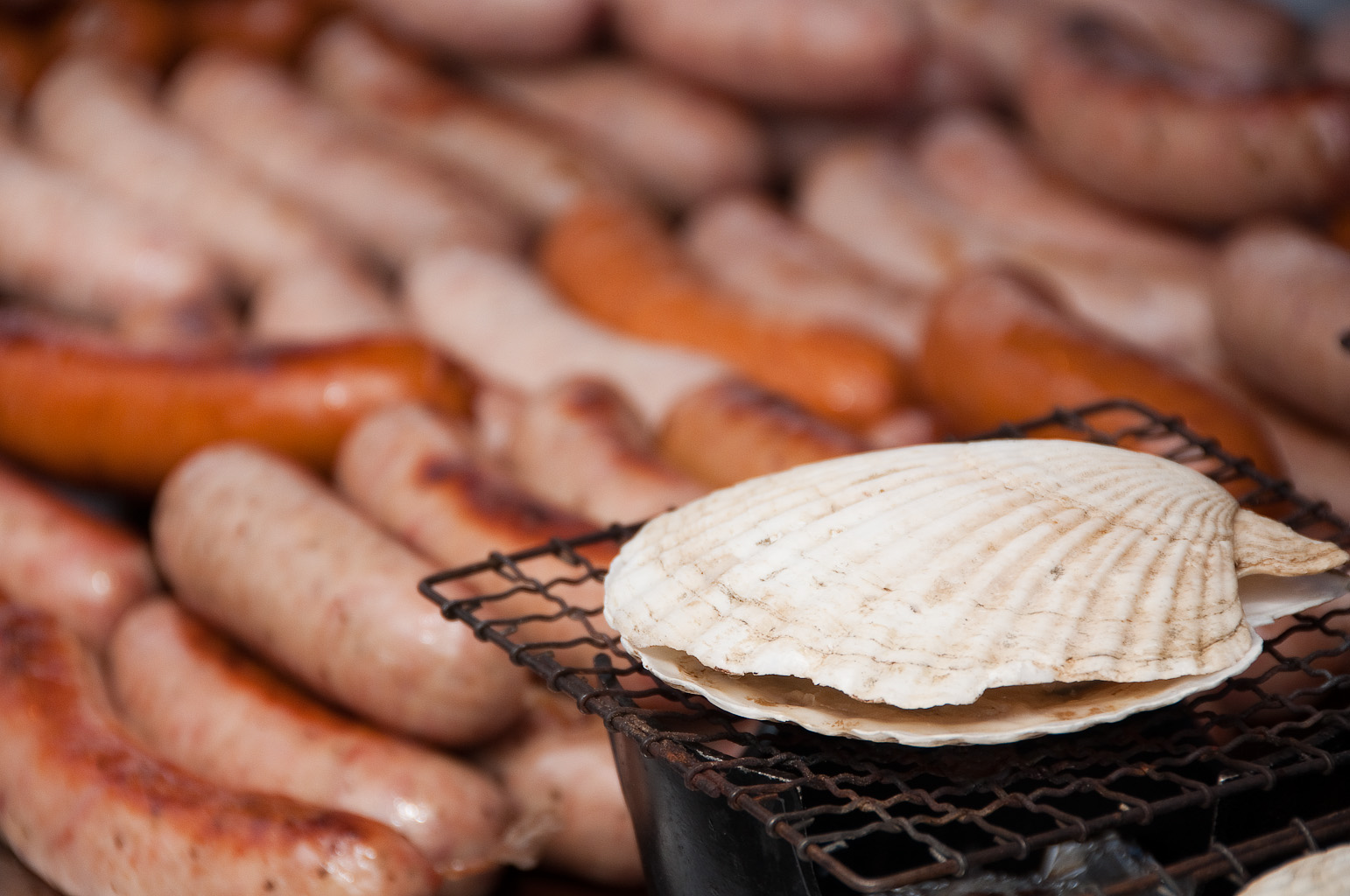
طبخ الاسكالوب على الشواية. النقانق في الخلفية. الطعام في ياتاي في اليابان.
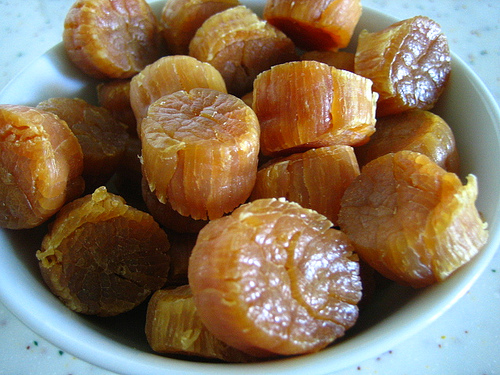
اسقلوب مجفف
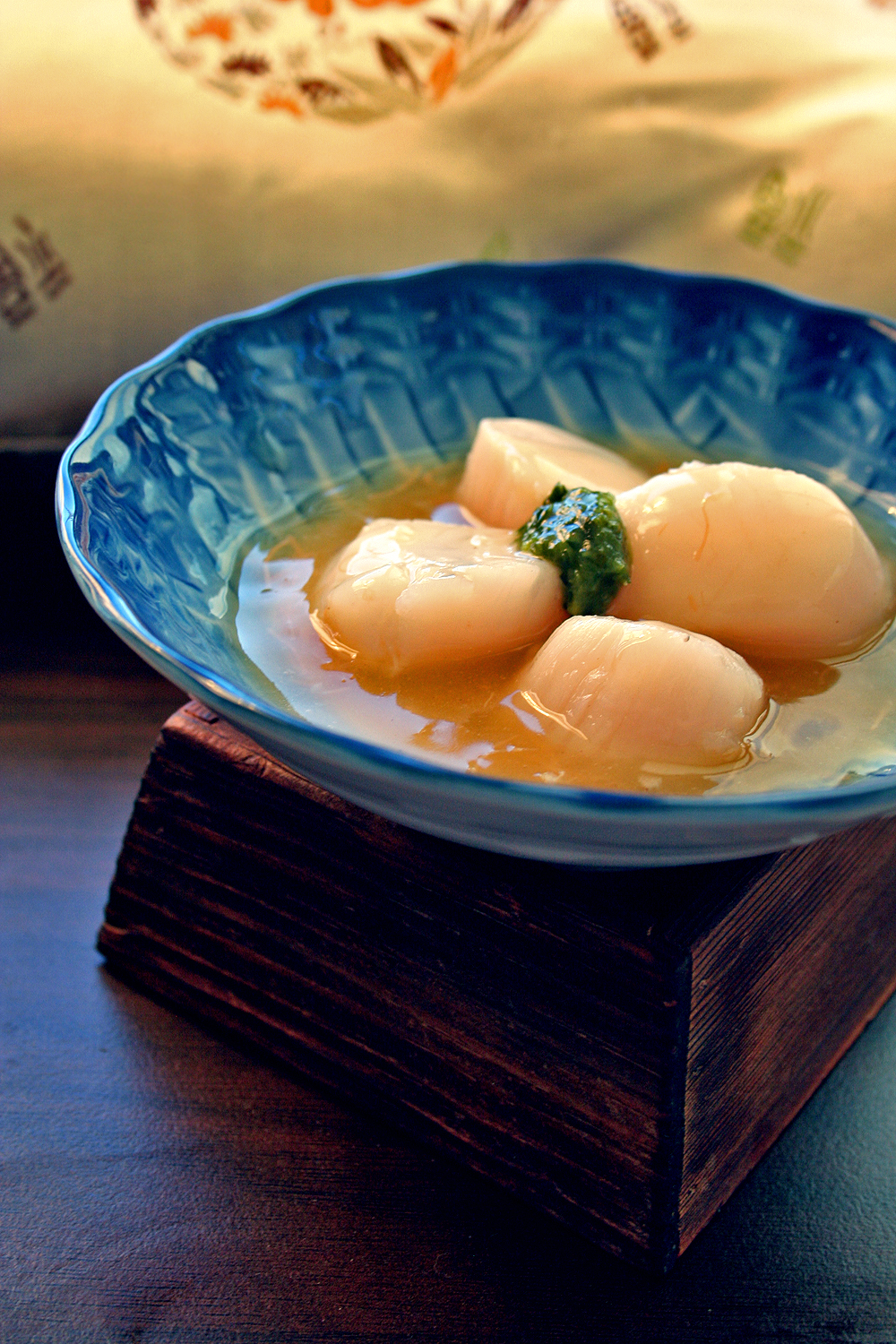
الاسقلوب على البخار التايواني في صلصة أذن البحر
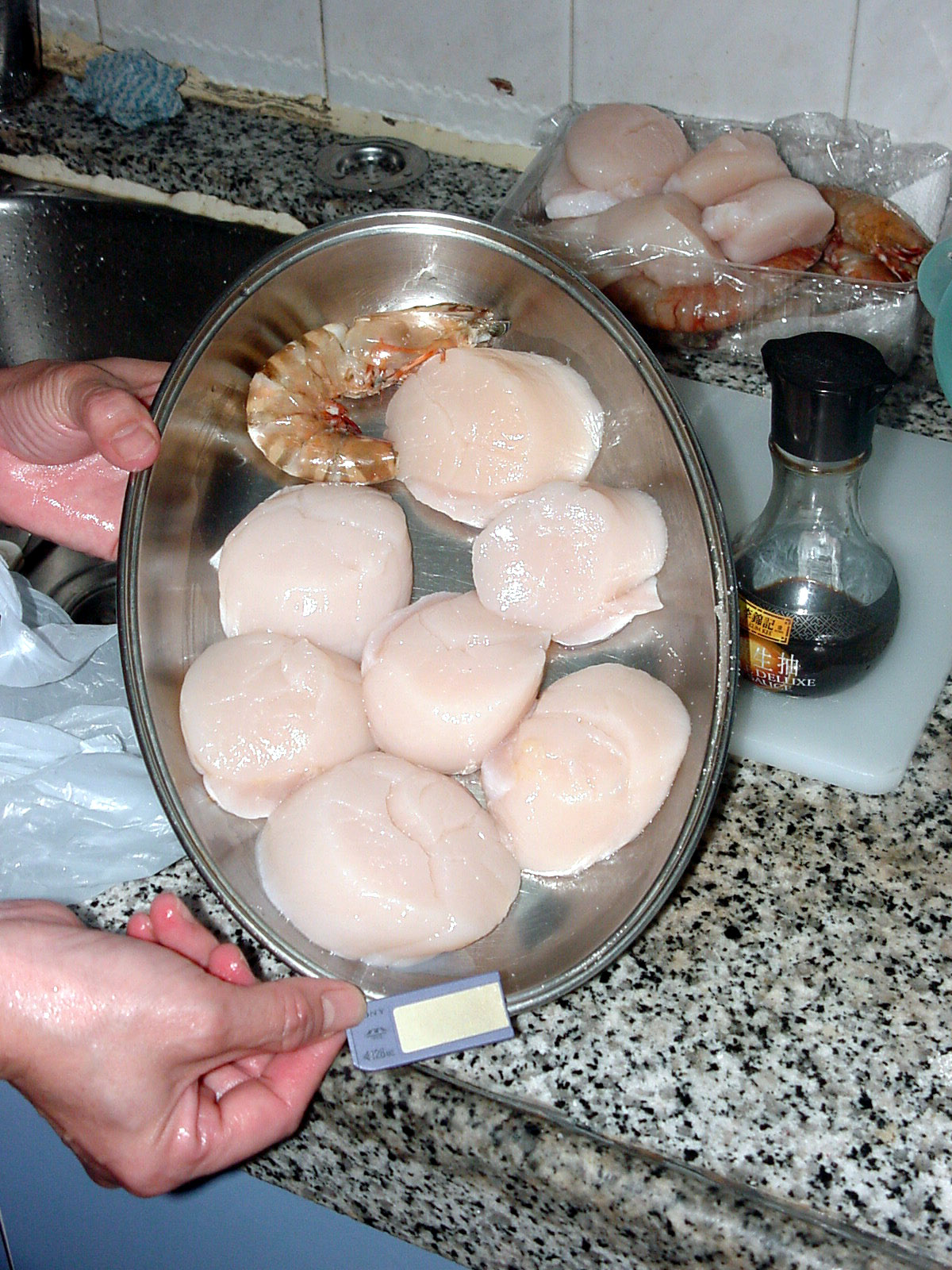
الاسقلوب الكبير مع الروبيان وذاكرة Memory Stick بسعة 128 ميجا بايت من سوني كمقارنة للحجم